# Erasto de Escépsis
Erasto de Escépsis (/ɪˈræstəs/; em grego:  Ἔραστος Σκήψιος) e seu irmão Corisco eram alunos de Platão. Ele também era amigo de Aristóteles.
Escépsis está localizada a cerca de cinquenta quilômetros de Assos, na Ásia Menor, para onde Aristóteles e Xenócrates viajaram após a morte de Platão.